# لوس آنديس
لوس آنديس مدينة وبلدية تشيلية تقع في إقليم فالبارايسو ، وسط تشيلي . والمدينة هي عاصمة المقاطعة التي تحمل الاسم نفسه ، وقد تأسست باسم سانتا روزا دي لوس أنديس في 31 يوليو 1791، وتبلغ مساحتها 1,248 كيلومترًا مربعًا .

## نبذة
تقع بلدية لوس آنديس في موقع استراتيجي ومتميز، وتتميز ببيئة طبيعية وتراثية، مع سهولة الوصول إليها، وهي قريبة من سانتياغو وفالبارايسو. وهي بوابة البلاد عبر معبر لوس ليبرتادوريس الحدودي، الذي يستقبل أكبر تدفق للسياح والبضائع البرية الدولية فيما يُعرف بالممر الحيوي المحيطي.
وتتمثل أنشطتها الاقتصادية الرئيسية في الزراعة والتعدين والخدمات اللوجستية.